# Není Kronk jako Kronk
Není Kronk jako Kronk (v anglickém originále Kronk's New Groove, také známý jako The Emperor's New Groove 2: Kronk's New Groove) je americký animovaný hudební komediální film z roku 2005, animovaný společností Toon City Animation a vydaný společností Walt Disney Home Entertainment prostřednictvím Walt Disney Pictures 13. prosince 2005.
Film je pokračováním a spin-offem animovaného filmu Není král jako král z roku 2000 a obsahuje reprízy rolí Davida Spadea, Johna Goodmana, Earthy Kitt, Patricka Warburtona a Wendie Malick z prvního filmu, s novými dabéry Johnem Mahoneyem a Tracey Ullman.
Byl to také poslední film, který daboval John Fiedler, který zemřel šest měsíců před jeho uvedením.

## Děj
Vladař Kuzco (v anglickém originále ho namluvil David Spade, v českém znění Daniel Tůma) vypráví příběh o Kronkovi Pepikrankenitzovi (v anglickém originále ho namluvil Patrick Warburton, v českém znění Martin Zahálka), nyní šéfkuchaři a hlavním rozvozci v restauraci, který si dělá starosti s nadcházející návštěvou svého otce. Kronkův otec vždy nesouhlasil s kulinářskými zájmy mladého Kronka a přál si, aby se Kronk místo toho oženil a usadil se ve velkém domě na kopci.
V retrospektivě Kronk vypráví příběh o tom, jak se mu málem podařilo získat obojí. Jako nevědomý komplic Yzmy (v anglickém originále ji namluvila Eartha Kittová, v českém znění Eva Holubová) – záporačky z prvního filmu, která se na jeho konci proměnila v kočku, ale nyní je opět člověkem, i když má stále ocas – souhlasí s jejím plánem prodávat kanalizační sliz jako lektvar omlazení. Vydělá dost peněz na to, aby koupil domov důchodců a postavil tam svůj velký nový domov. Nakonec je Yzma odhalena jako falešná a staří lidé ji pronásledují a zaženou do kouta u mostu přes řeku plnou krokodýlů. Aby jim zabránila v útoku, promění se v králíka, ale poté ji chytí a odnese kondor. Když si Kronk uvědomí, že staří lidé prodali vše, co měli, výměnou za něco, co nefunguje, vrátí jim jejich domov.
Kronk, táborový vedoucí Junior Chipmunků v Camp Chippamunka, se zamiluje do kolegyně vedoucí, paní Sýkorkové (v anglickém originále ji namluvila Tracey Ullman, v českém znění Miroslava Pleštilová); ale když jeden z jeho Chipmunků, Tipo, vymyslí žert, aby vyhrál táborový šampionát, a je přistižen, Kronk, který se cítí zodpovědný za situaci (protože svým Chipmunkům předtím řekl, aby udělali cokoli pro vítězství), chrání chlapce i za cenu odcizení jeho lásky.
Kronkův otec (v anglickém originále ho namluvil John Mahoney, v českém znění Miloš Vávra) přijíždí a nastává zmatek, protože několik přátel, kteří ho podporují, se mu snaží vydávat za Kronkovu manželku a děti. Nakonec si ale Kronk uvědomí, že jeho bohatství spočívá v jeho přátelstvích, a to si nakonec získá otcovu přízeň a lásku paní Sýkorkové.
Mezitím, hned za domem, je Yzma v kondorově hnízdě se dvěma vejci, která se vylíhnou a pravděpodobně ji napadnou ještě před spuštěním titulků.